# Агроном
Агрономът е специалист по агрономия.

## Етимология
Агро- е първа съставна част на сложни думи със значение агрономичен (от на френски: agronomique). Агроном, на гръцки: ἀγρονόμος, „надзорник на земеделски имоти“, е производна от на гръцки: ἀγρός, „нива, поле“ и на гръцки: νόμος, „ред, уледба, закон“ чрез руски и латински. Съвременното значение на думата възниква през XVIII в. във Франция.

## Обучение
Обучение на студенти за професията агроном в България извършва в няколко ВУЗ-а, сред които е Аграрен университет – Пловдив.
Професионалната област на реализация по специалността е свързана с:
- технологично управление на аграрно производство при отглеждане на културни растения, вземане на всички изискващи се за това решения – оценка на условията за производство, избор на култура, сорт и технология;
- управление на екип от технически изпълнители за прилагане на технологии на производство;
- консултатска дейност;
- ръководство на аграрни фирми;
- експертна дейност по въпросите на аграрното производство в държавни, областни, общински структури, в кредитни институции и неправителствени организации.

По време на обучението си студентите получават:
- фундаментална и общотеоретична подготовка по математика, химия, биофизика, информатика, ботаника, физиология и биохимия на растенията, генетика и биотехнологии, микробиология, агрометеорология, почвознание, мелиорации и геодезия, статистика и биометрия и др.;
- специализирана подготовка по отглеждане на културните растения (земеделие, агрохимия и торене, растениевъдство, лозарство, овощарство, зеленчукопроизводство, селекция и семепроизводство, растителна защита/фитомедицина- хербология, фитопатология, ентомология, механизация на земеделието и др;
- общостопанска подготовка по право, икономика и управление.